# 세바스티앵 알레르
세바스티앵 로맹 테디 알레르(프랑스어: Sébastien Romain Teddy Haller, 1994년 6월 22일 ~ )는 에레디비시의 위트레흐트에서 공격수로 뛰고 있는 코트디부아르의 프로 축구 선수이다. 프랑스에서 태어났고, 전 프랑스 청소년 국가대표였던 그는 코트디부아르 국가대표팀으로 뛰고 있다.
알레르는 프랑스에서 오세르에서 선수 생활을 시작했고, 2015년 네덜란드 에레디비시의 위트레흐트로 임대된 후 영구 계약을 했다. 2년 후, 그는 독일 클럽 아인트라흐트 프랑크푸르트로 이적했고, 2018년 DFB-포칼에서 우승했다. 잉글랜드 프리미어리그의 웨스트햄 유나이티드는 1년 후 그와 4,980만 유로 (4,500만 파운드)의 클럽 기록적인 이적료로 계약했다. 알레르는 2021년 네덜란드로 돌아와 2,250만 유로 (1,880만 파운드)의 클럽 기록적인 이적료에 아약스와 계약했다. 첫 6개월 동안 그는 에레디비시와 KNVB 베커르에서 우승했다. 그는 2021-22년 시즌 동안 UEFA 챔피언스리그 7경기 연속 득점을 한 최초의 선수가 되었고, 그 후 보루시아 도르트문트로 이적하여 초기 3,100만 유로를 기록했다.
알레르는 2020년 코트디부아르로 충성을 바치기 전, 프랑스 청소년 대표로 출전했다. 그는 마다가스카르를 상대로 첫 국제 골을 넣었고, 2021년 아프리카 네이션스컵과 2023년 아프리카 네이션스컵에 국가대표로 출전했다. 그는 2023년 아프리카 네이션스컵 결승전에서 결승골을 넣어 코트디부아르 소속으로 대회를 우승했다.

## 구단 경력

### 오세르
2011년 6월 26일, 알레르는 오세르와 3년 계약에 합의하며 첫 프로 계약을 맺었다.
2012-13년 시즌을 앞두고 알레르는 장귀 월렘메 감독에 의해 시니어 팀으로 승격되었다. 그의 프로 데뷔는 2012년 7월 27일, 님 올랭피크와의 2012-13 시즌 개막전에서 이루어졌다.

### 위트레흐트
2014년 12월 24일, 알레르는 네덜란드 에레디비시의 위트레흐트로 시즌이 끝날 때까지 임대로 보내졌다고 발표되었다. 시즌이 끝날 때, 위트레흐트가 알레르와 계약했다고 발표되었다. 지지자들은 위트레흐트의 올해의 선수상인 2015년 디 토마소 트로피의 수상자로 할러에게 투표했다.

### 아인트라흐트 프랑크푸르트
2017년 5월 15일, 알레르는 아인트라흐트 프랑크푸르트와 700만 파운드의 이적료로 4년 계약을 체결했다. 2017-18년 DFB-포칼에서 그는 프랑크푸르트 소속으로 4골을 넣었고, 결승전에서 팀이 우승을 차지해 알레르의 커리어 첫 번째 트로피를 기록했다. 2018-19년 분데스리가 시즌, 그는 29경기에 출전해 15골을 넣었고, 7위를 차지했다. 그는 득점 외에도 9개의 어시스트를 기록했는데, 이는 그가 24골에 관여했다는 것을 의미하며, 이 수치는 2018-19년 시즌 29골로 로베르트 레반도프스키가 기록한 수치이다.

### 웨스트햄 유나이티드
2019년 7월 17일, 알레르는 웨스트햄 유나이티드와 5년 계약을 맺었는데, 이 금액은 4,500만 파운드에 이를 수 있다. 그는 8월 10일에 데뷔 전을 치렀는데, 현재 챔피언인 맨체스터 시티를 상대로 프리미어리그에서 5-0으로 패한 경기에서 90분 내내 경기에 출전했다. 2주 후, 그는 왓퍼드와의 원정 경기에서 첫 골을 넣었는데, 왓퍼드는 곡예의 바이시클 킥이었다. 알레르는 웨스트햄에서 고전했는데, 데이비드 모이스가 마누엘 페예그리니를 대신해 감독직을 맡았고, 그의 아내와 갓 태어난 아들의 건강이 좋지 않을 뿐만 아니라 미카일 안토니오를 전방에 선호했기 때문이라고 설명했다.
2020년 7월, 프랑크푸르트는 웨스트햄이 4,500만 파운드의 이적료로 2020년 5월에 540만 파운드의 할부금을 지불하지 못하자 FIFA에 신고했다. 웨스트햄은 두 클럽 간의 계약 분쟁 이후 지불을 보류했다고 주장했다. 12월 16일, 알레르는 1-1로 비긴 크리스털 팰리스와의 경기에서 바이시클 킥을 성공시켜 프리미어리그 이달의 골로 뽑혔다.

### 아약스
2021년 1월 8일, 알레르는 네덜란드의 아약스와 4년 반의 계약을 맺고 2,250만 유로 (1,880만 파운드)의 클럽 최고 이적료에 계약을 맺었고, 전 위트레흐트 감독인 에릭 텐 하흐와 재회했다. 그는 이틀 후, 데 토퍼 라이벌 PSV와의 경기에서 후반 교체 투입되어 데뷔 전을 치렀고, 안토니의 동점골을 도우며 2-2 무승부를 도왔다. 1월 14일, 그는 트벤터와의 원정 경기에서 첫 골을 넣었고, 도움을 제공하며 3-1 승리를 이끌었다. 2월 3일, 알레르는 UEFA 유로파리그 결선 진출 명단에서 실수로 빠졌고, 이에 따라 UEFA 유로파리그에 출전할 수 없게 되었다.
2021년 9월 15일, 5-1로 이긴 스포르팅 CP와의 UEFA 챔피언스리그 원정 경기에서 알레르는 전반전에 2골씩 넣어 1992년 AC 밀란의 마르코 판 바스턴 이후 챔피언스리그 데뷔 전에서 4골을 넣은 최초의 선수가 되었다. 하지만 그는 이전 명칭인 유러피언컵에 출전한 적이 있다. 13일 후, 그는 베식타시를 상대로 골을 기록해 대회 역사상 처음으로 첫 두 경기에 출전해 5골을 넣은 선수가 되었다. 11월 24일, 같은 팀을 상대로 알레르는 2-1로 이긴 경기에서 2골을 넣어 대회 5경기 연속 9골을 넣은 최초의 선수가 되었다. 12월 7일, 알레르는 소속팀의 챔피언스리그 조별 리그 경기에서 득점을 기록해 2017-18년 시즌의 크리스티아누 호날두에 이어 두 번째로 조별 리그 6경기에 모두 출전해 10골을 넣은 선수가 되었다. 그는 또한 호날두, 리오넬 메시, 로베르트 레반도프스키와 함께 조별 리그 두 자릿수 득점을 기록한 유일한 선수가 되었다. 2022년 2월 23일, 그는 더 이른 자책골을 만회하였고, 벤피카와의 마지막 원정 경기에서 아약스의 2-2 무승부를 도왔고, 7경기 연속 골을 넣은 최초의 선수가 되었다. 그는 31경기에서 21골을 넣으며 에레디비시 득점왕으로 시즌을 마무리했다.

### 보루시아 도르트문트
2022년 7월 6일, 알레르는 보루시아 도르트문트와 2026년 6월 30일까지 계약을 맺었다. 지불된 이적료는 3,100만 유로로, 미공개 보너스 후 3,450만 유로까지 인상될 수 있었다. 그러나, 7월 18일, 그는 악성 고환 종양 진단을 받은 후, 스위스의 프리 시즌 훈련 캠프에서 철수했다. 그는 이후 질병의 확산을 통제하기 위해 두 번의 수술과 네 번의 화학 요법을 받았다.

## 국가대표팀 경력
2020년 11월, 알레르는 코트디부아르 국가대표팀에 차출되었다. 그는 11월 12일, 마다가스카르와의 2021년 아프리카 네이션스컵 예선 전에서 55분에 팀의 결승골을 넣으며 2-1 승리에 데뷔했다. 그는 카메룬에서 열린 결승전에 차출되어 시에라리온과의 조별 리그에서 2-2로 비겼다. 이집트와의 마지막 16강전에서, 그는 막스웰 코르네와 연장전에서 전반전에 교체 투입되어 페널티킥으로 패했다.
2023년 12월, 그는 고국에서 개최된 2023년 아프리카 네이션스컵의 코트디부아르 선수단에 이름을 올렸다. 콩고 민주 공화국과의 준결승전에서, 그는 1-0으로 승리한 유일한 골을 넣었고, 이 골로 코트디부아르는 결승전에 진출했다. 그는 나중에 나이지리아와의 결승전에서 결승골을 넣었고, 2-1 승리로 끝났다.

## 사생활
2022년 알레르는 고환암 진단을 받았고, 이를 극복하고 2023년 1월에 프로 축구로 복귀했다.